# Lazo de la Verdad
El Lazo de la Verdad es un arma empuñada por la superheroína de DC Comics Wonder Woman, la princesa Diana de Themyscira. También se le conoce como el Lazo de la Verdad, el Lazo Mágico, el Lazo de Hestia o el Perfecto Dorado. Fue creado por William Moulton Marston, inventor del detector de mentiras, como una alegoría del encanto femenino, pero luego se hizo más popular como un dispositivo para extraer la verdad de las personas.
El lazo obliga a cualquiera que captura a someterse; obligando a sus cautivos a obedecer al portador del lazo y decir la verdad.

## Origen e influencias
William Moulton Marston, creador de Wonder Woman, también trabajó, durante y después de la Primera Guerra Mundial, en la comprensión y el perfeccionamiento de la prueba de presión arterial sistólica mientras cursaba su doctorado en psicología en la Universidad de Harvard. Este parámetro era uno de los medidos en las pruebas de polígrafo,  basadas en los estudios del criminólogo italiano Cesare Lombroso. La esposa de Marston, Elizabeth Holloway Marston, psicóloga y abogada, y una de sus inspiraciones para el personaje de Wonder Woman, también desempeñó un papel clave en su investigación del detector de mentiras.
Según un artículo de Mark H. Moore el detector de mentiras no tuvo nada que ver con la creación del Lazo Mágico por parte de Marston. El Lazo Mágico de Wonder Woman o Lazo Dorado fue el resultado directo de su investigación sobre las emociones y se trataba más de sumisión que de verdad. Marston habría creado el Lazo Mágico como una alegoría del encanto femenino y el efecto obediente que tiene en las personas.
Por el contrario, el psicólogo Geoffrey Bunn, en un artículo académico de 1997, enfatiza correlación entre el lazo y el polígrafo, afirmando:

A quien fuese atrapado por el lazo le resultaba imposible mentir. Y debido a que Wonder Woman lo usaba para extraer confesiones y obligar a la obediencia, el lazo dorado era, por supuesto, nada menos que un detector de mentiras [...] Al igual que el detector de mentiras sobre el que se modeló, el lazo dorado de Wonder Woman produjo la verdad, y por implicación, la justicia y la libertad también, a través de la coerción.

## Historial de publicaciones

### Pre-Crisis
El lazo se formó a partir del cinturón de Afrodita, lo que lo hizo indestructible y sus propiedades mágicas fueron concedidas por la propia Diosa. Los poderes obligaron a quienquiera que estuviera atado dentro de él a obedecer las órdenes de quienquiera que tuviera el otro extremo. Este efecto podría usarse en grupos más grandes de personas, aunque esto redujo su eficiencia. Además de ser irrompible, el lazo también era infinitamente elástico.
Diana lo cubrió con productos químicos especiales de Amazon que le permitieron transformar su ropa de civil en el atuendo de Wonder Woman. Diana demostró un notable nivel de habilidad con el lazo, realizando hazañas como girarlo para crear corrientes de aire (sobre las que podía flotar) y hacerlo girar para emitir ciertas frecuencias que interrumpían los hechizos.

### Post-Crisis
En la post-Crisis George Pérez reinició el lazo al establecer que fue forjado por el dios Hefesto a partir del Cinturón Dorado de Gea que alguna vez usó Antíope, hermana de la reina Hipólita. Es tan fuerte que ni siquiera Hércules puede romperlo. Se le da a Diana después de que Hipólita consulta a las Diosas. Originalmente, el lazo se le dio a Wonder Woman cuando regresó a Isla Paraíso. William Moulton Marston más tarde retomó la historia de origen en Wonder Woman # 1 (junio de 1942), en el que se muestra que su madre se lo dio después de que Diana ganara un torneo en Isla Paraíso, antes de irse de la isla a los Estados Unidos.
Potenciado por los fuegos de Hestia, el lazo obliga a cualquiera que lo tenga a decir la verdad absoluta. Además, el simple contacto físico con el lazo puede ser suficiente para tener este efecto, como cuando Barbara Ann Minerva intentó estafarlo de Diana, pero se vio obligada a confesar sus intenciones cuando sostenía el lazo. También es infinitamente largo y puede alargarse según el deseo de su usuario. Se dice que los fuegos incluso pueden curar la locura, como lo hicieron en el caso de Ares, dios de la guerra, cuando intentó incitar a la Tercera Guerra Mundial. Renunció a su plan cuando el lazo le mostró que tal guerra no solo destruiría toda la vida en la Tierra como él deseaba, sino también a los adoradores potenciales que buscaba obtener de ella. El lazo posee una fuerza increíble y es prácticamente irrompible. Una historia incluso mostró a Wonder Woman usando el lazo para contener la explosión de dos bombas atómicas. Incapaz de detener las bombas estadounidenses que harían estallar una máquina del fin del mundo rusa, envolvió las bombas en su lazo y dejó que explotaran. Ha retenido fácilmente a seres con una tremenda fuerza sobrehumana como Superman, el Capitán Marvel, que tiene la fuerza de Hércules y el poder de Zeus, y Power Girl, así como dioses como Ares y Heracles. (En varias historias pre-crisis, incluso era capaz de unir a Wonder Woman en las ocasiones en que fue atrapada, a veces por Gunther). Se muestra que Wonder Woman todavía tiene sus poderes incluso si está atada por el lazo.
Las únicas veces que se ha demostrado que se rompe fue cuando se desafió la verdad misma. Por ejemplo, en JLA el lazo se rompió cuando ella se negó a creer la confesión que le hizo Rama Khan de Jarhanpur. En otro lugar, cuando el monstruo de pensamiento inverso Bizarro fue atrapado en Trinity, se horrorizó ante la idea misma de la verdad. Como antítesis de la razón y la lógica supo romper el lazo. La villana de los cuentos de hadas, Reina de las Fábulas, que tiene el poder de dar vida a cualquier personaje ficticio o no real, y ella misma es "ficticia", tenía poder sobre el lazo al dar vida a los personajes ficticios y hacer que sus secuaces falsos lo rompieran. Vale la pena señalar que Wonder Woman, de hecho, esperaba ganar simplemente atándola y dejando que sus poderes de la verdad destruyeran al villano del cuento de hadas.
Posteriormente se ha demostrado que el lazo mágico produce una amplia gama de efectos. Al luchar contra la entidad Decay, Wonder Woman usó el enlace del lazo con Gea, la diosa griega de la Tierra, como un circuito entre la tierra y el monstruo, bombeando a la entidad de la muerte con energías vivificantes que destruyeron a la criatura. Diana misma declaró que la conexión del lazo con Gea también renueva constantemente a su usuario con estas energías. Wonder Woman también lo ha usado para crear un anillo de fuego protector alrededor de las personas para protegerlas de los bestiamorfos de Circe. También se muestra que las energías del lazo son capaces de destruir seres resucitados a la fuerza por los anillos de los Black Lantern Corps. Como la diosa de la verdad, Diana también lo usó para tomar recuerdos de Donna Troy y devolverle la vida. En los cómics pre-crisis, el lazo también tenía el poder de controlar efectivamente a quienes estaban atados dentro de él.
En el mini-cómic adjunto con el lanzamiento de la figura de Wonder Woman de Kenner Super Powers, Amazing Amazon atrapa a un Superman controlado mentalmente con su lazo, evitando que destruya el Monumento a Washington. Superman no puede resistir los poderes del lazo cuando Wonder Woman lo deja inconsciente. Más tarde, Wonder Woman usa su lazo en Brainiac y le ordena al villano que libere a Superman de su control mental.
En los cómics posteriores a la Post-Crisis, el poder de la verdad fue escrito como innato en la propia Wonder Woman, con el lazo simplemente como un foco de ese poder. Una historia en los cómics JLA de la era Morrison de Joe Kelly representaba el lazo como una manifestación arquetípica de la verdad universal y, una vez roto (como cuando Wonder Woman dudó de la verdad que le estaba revelando porque no le gustaba), interrumpió la verdad subyacente de la realidad misma. Con el lazo roto, la realidad pasó a ser dictada por lo que la gente creía que era el caso, comenzando con creencias más antiguas y extendiéndose a creencias que sostenían varios individuos en el presente. Esto dio como resultado que la Tierra se convirtiera en el centro del universo durante dos semanas, que la Tierra se volviera plana durante varias horas, que la luna se convirtiera en queso por un tiempo, que Kyle Rayner asumiera una apariencia similar a la de Hal Jordan (mucha gente todavía veía a Hal como "el" Green Lantern), y Batman entrando y saliendo de la existencia debido a su estado de 'leyenda urbana' (lo que significa que la gente no estaba segura de si él existió). Esta interpretación alegórica a menudo se ignora en historias posteriores y por gran parte del Fandom, ya que durante mucho tiempo se estableció que el lazo no podía romperse mágicamente, y nunca antes se dijo que fuera la representación definitiva de la verdad. Durante sus aventuras con el equipo de superhéroes de la Liga de la Justicia, Diana finalmente luchó contra un villano llamado Amazo que pudo duplicar aspectos del lazo para su propio uso.
Durante su mandato actual como escritora de Wonder Woman, Gail Simone ha explorado aún más la naturaleza del Lazo de la Verdad, describiéndolo como "un arma mortal, que no solo te ata, y sigue las órdenes de su ama, la maldita cosa puede ver en tu alma".
Este lazo no debe confundirse con el lazo de la actual Wonder Girl, Cassie Sandsmark. Ese lazo, que le dio Ares, tiene el poder de impactar a un objetivo con el "rayo de Zeus" si Cassandra ata a su objetivo y se enoja con ellos. Donna Troy también maneja un lazo místico propio llamado Lazo de persuasión, que tiene la capacidad de persuadir a cualquier persona dentro de sus límites para que cumpla las órdenes de Donna si su fuerza de voluntad es mayor que la de ellos.
De manera similar, la personaje Bizarra también tiene un lazo mágico, con la diferencia de que su lazo obliga a decir mentiras.
A pesar de que el lazo de Wonder Woman es de origen místico, en Bruce Wayne: The Road Home, se muestra que Batman aparentemente ha aplicado ingeniería inversa a la tecnología Amazo, que ayuda a duplicar las capacidades del lazo de forma artificial. Durante Endgame, cuando el Joker usa una toxina para poner a la Liga de la Justicia en contra de Batman, Batman puede inmovilizar a Diana usando el 'cielo de los velos', esencialmente un Lazo de Mentiras que fue tejido por Hefesto después de que creó el Lazo original invirtiendo el tejido original. Presuntamente creado usando la lana de las ovejas usadas por Odiseo y sus hombres para escapar del cíclope ciego, Batman tardó dos años en adquirirlo en el mercado negro sobrenatural, incorporándolo a una armadura diseñada específicamente para hacer frente a la Liga de la Justicia, con la persiana de los velos atrapando a Diana en una ilusión donde ella ha matado a Batman.
En el Elseworlds Superman Red Son (Superman: Hijo rojo), Wonder Woman fue sometida y restringida en su propio lazo por la encarnación terrorista soviética de Batman. Para liberarse y rescatar a Superman de las letales lámparas solares rojas de Lex Luthor, Wonder Woman rompió las cuerdas de su lazo "indestructible". El impacto del incidente pareció envejecer a Diana, dejándola canosa, frágil e incapaz de hablar.

## En otros medios

### Película

#### Universo extendido de DC
El lazo aparece en la película Batman v Superman: Dawn of Justice (2016), donde Wonder Woman hace su primera aparición en una película de acción real. Se usa en la batalla contra Doomsday para atar al monstruo hasta que Superman lo apuñala con la lanza de kryptonita.
Además, aparece en la película Wonder Woman de 2017, en la que también se le llama Lasso of Hestia. La representación de esta película del lazo dorado se usa parcialmente como un látigo al estilo de Indiana Jones. También se usa como herramienta de agarre y escudo de proyectiles cerca del final de su batalla con Ares. Diana lo usa para muchas batallas, pero antes de esto, también se usa para interrogar a Steve Trevor, y Menalippe señala que "es inútil y doloroso resistir".
En Liga de la Justicia (2017), el Lazo aparece principalmente en el uso de la verdad; comenzando con un interrogatorio de un terrorista y también, cuando Aquaman se sienta en él, lo que hace que confiese sus verdaderos sentimientos por los otros miembros de la Liga e incluso su atracción por la propia Diana; Cuando Superman necesita que le recuerden quién es y, finalmente, como una herramienta de agarre cuando lucha por primera vez contra Steppenwolf. El Lazo de Hestia no se usa como arma en la película de La Liga de la Justicia.
El lazo se usa de las formas antes mencionadas cuando aparece en la secuela Wonder Woman 1984 (2020), así como en los experimentos de Wonder Woman en vuelo autopropulsado.

#### Teen Titans Go! To the Movies
En la película animada de 2018 Teen Titans Go! to the Movies, los Jóvenes Titanes viajan de regreso a cuando Wonder Woman era una niña en Themyscira, donde la encuentran practicando con el Lazo de la Verdad. Para evitar que se convierta en una superheroína, se lo arrebatan y lo usan como una cuerda para saltar, aunque luego viajan de regreso y se lo devuelven después de darse cuenta de cuánto necesita el mundo a los superhéroes.

### En televisión

#### Wonder Woman(serie de televisión)
El lazo aparece en la serie de acción en vivo Wonder Woman de la década de 1970. En la primera temporada, el lazo tenía el poder de obligar a los obligados a decir la verdad. A partir de la segunda temporada, también tuvo el poder de causar amnesia selectiva. El lazo parecía poder expandirse y contraerse, como en los cómics; en lugar de ser un cordón de varios eslabones en su cintura, es indefinidamente más largo y más resistente cuando se usa para atar a la gente o para arrojarlo. En la segunda temporada, con el traje actualizado, el lazo es aún más corto y más parecido a la tela, y solo mide unos veinte pies de largo, a menos que se use para atar a una persona u objeto. Era significativamente más largo y pesado cuando estaba en uso.

#### Super Friends/Super Powers Team
En la serie animada Super Friends, el lazo poseía la capacidad de seguir los comandos telepáticos de Wonder Woman, moviéndose físicamente por sí solo para realizar tareas. La habilidad nunca se muestra en los cómics, aunque se insinúa que sin su tiara, Wonder Woman no puede utilizar completamente la habilidad del lazo. En Super Friends, Wonder Woman generalmente se mostraba usando el lazo como una herramienta para lograr hazañas de fuerza, lo que no dejaba claro hasta qué punto Wonder Woman poseía una gran fuerza o el propio lazo realizaba las hazañas. Además, su poder convincente de la verdad se usó en el episodio de Challenge of the Super Friends, "Sinbad and the Space Pirates". Superman se vio atrapado por el lazo, pero también logra atar a una Wonder Woman controlada. En esa situación, Superman la obliga a confesar si él es su enemigo o amigo y la verdad de su amistad con él forzada por Wonder Woman rompió el poder de los piratas sobre ella. Este poder también se usó en el episodio de The World's Greatest Super Friends, "Space Knights of Camelon".
En The Super Powers Team: Galactic Guardians, en el episodio "The Fear", Wonder Woman sugiere usar el lazo para obtener una confesión de una de las víctimas de El Espantapájaros, aunque el profesor Jonathan Crane (sin disfraz) le advierte que no lo haga por temor a trauma.

#### Universo animado de DC
En la serie animada de Liga de la Justicia, el lazo solo se usa como una cuerda excepcionalmente larga, flexible e irrompible. Sin embargo, en Liga de la Justicia Ilimitada, el lazo de Wonder Woman fue retratado oficialmente como capaz de obligar a la verdad. Esta habilidad finalmente se desató en el episodio "The Balance" de la madre de Wonder Woman, la reina Hipólita, quien reveló que Diana había robado el uniforme antes de que se le informara de todas sus capacidades. Al tocar la estrella de la tiara, varias partes del disfraz de Wonder Woman comenzaron a brillar temporalmente, como la tiara, los brazaletes, el cinturón y el lazo. Fue después de esto que Diana descubrió que el lazo podía obligar a la verdad. Sin embargo, en la serie, Diana solo usó los poderes de la verdad del lazo una vez, en el demonio Abnegazar para conocer la ubicación de Félix Fausto, un evento que ocurrió en el mismo episodio.

### En los videojuegos
El Lazo aparece como parte del arsenal de Wonder Woman en Justice League Heroes, sobre todo cuando Wonder Woman interroga a Darkseid para saber cómo pueden derrotarlo después de que se revela que la trama principal del juego ha sido Darkseid manipulando a Brainiac para asegurar su propia resurrección.
El Lazo se usó en el videojuego Injustice: Dioses entre nosotros.